# Speedway-VM 1994
Speedway-VM 1994 avgjordes efter ett antal nationella kvaltävlingar, och en final i Vojens, Danmark. Tony Rickardsson blev mästare.

## Final
| Plats | Förare           | Poäng |
| ----- | ---------------- | ----- |
| 1     | Tony Rickardsson | 12    |
| 2     | Hans Nielsen     | 11    |
| 3     | Craig Boyce      | 11    |
| 4     | Greg Hancock     | 11    |
| 5     | Tommy Knudsen    | 10    |
| 6     | Marvyn Cox       | 9     |